# 邁什拉薩法
35°23′2″N 1°3′12″E / 35.38389°N 1.05333°E

邁什拉薩法（阿拉伯语：‎），是阿爾及利亞的城鎮，位於該國北部，由提亞雷特省負責管轄，是邁什拉薩法區的首府，面積303平方公里，海拔高度596米，2008年人口16,077，人口密度每平方公里53人。